# Jean-Marc Zulesi
Jean-Marc Zulesi, né le 6 juin 1988 à Marseille, est un homme politique français.
Membre de La République en marche (LREM), il est élu député dans la 8e circonscription des Bouches-du-Rhône lors des élections législatives de 2017.
À l'Assemblée nationale, il siège au sein de la commission du Développement durable et de l'Aménagement du territoire en tant que Président depuis juin 2022. Il était auparavant coordinateur du groupe LREM au sein de cette commission depuis 2020. Spécialiste des transports et mobilités, il est rapporteur du projet de loi Climat-Résilience et auteur d'une proposition de loi  relative aux Services Express Régionaux Métropolitains.

## Biographie

### Famille
Jean-Marc Zulesi naît le 6 juin 1988 à Marseille d'un père directeur commercial et d'une mère agente à la SNCF, établis à Cornillon-Confoux (Bouches-du-Rhône), où il passe son enfance.

### Formation
Après avoir effectué une partie de sa scolarité à Marseille, il poursuit ses études secondaires à Salon-de-Provence, avant d'intégrer une classe préparatoire aux grandes écoles du côté d'Avignon. En 2012, il obtient un diplôme d'ingénieur à l'ENSISA à Mulhouse (spécialité Mécanique) tout en suivant un double cursus lui permettant d'obtenir un master en administration des entreprises à l'EM Strasbourg Business School.

### Carrière professionnelle
Jean-Marc Zulesi commence sa carrière au sein de la société Assystem, spécialisée en ingénierie et conseil en innovation. En octobre 2014, il rejoint en tant que chef de projet, la société Mirion Technologies, basée à Lamanon.

### Engagement associatif
Jean-Marc Zulesi était le président du « Collectif pour l'Avenir de notre Territoire », association visant à dynamiser le territoire du Pays salonais.
Sportif, il participe également à plusieurs courses, comme Marseille-Cassis, des trails ou des marathons.

## Parcours politique

### Débuts
Jean-Marc Zulesi suit la campagne d'Olivier Ferrand, alors investi par le Parti socialiste dans sa circonscription. Il indique qu'il n'était alors « pas vraiment intéressé par le Parti socialiste, mais davantage pour l'homme en lui-même, qui incarnait le renouveau et une envie de changer les choses ».
Il rejoint Les Jeunes avec Macron et devient le référent dans les Bouches-du-Rhône du collectif. Il participe alors à la mise en place du mouvement localement et se retrouve à la tête du comité « En Marche Pays Salonais ».

### Député
Investi dans la 8e circonscription des Bouches-du-Rhône pour La République en marche en mai 2017, il est élu avec 58,68 % des voix au second tour des élections législatives de 2017, face à Antoine Baudino (Front national). En 2022, il est réélu dans la même circonscription devant Romain Tonussi (Rassemblement national).

#### Commission du Développement durable et de l'Aménagement du territoire
En 2022, il est élu Président de la commission du Développement durable et de l'Aménagement du territoire. Désireux de donner plus de poids à cette commission à l'Assemblée nationale, il se saisit de nombreux textes et souhaite élargir les compétences de cette commission.

#### Transports et mobilité
En octobre 2021, il est chargé par le Premier ministre Jean Castex d'une mission sur les mobilités actives pour lutter contre la perte d'autonomie des personnes âgées et handicapées,,. En mars 2022, il remet au gouvernement son rapport intitulé « Marcher, bouger, pédaler – 21 propositions pour maintenir l’autonomie et vivre en bonne santé » dans lequel il formule des recommandations en trois axes pour développer la pratique des mobilités actives.
En vue de l'élection présidentielle de 2022, il intègre le pôle "idées" de l'équipe de campagne et participe à l'élaboration des propositions liées aux transports dans le programme du candidat Emmanuel Macron.
Le 25 avril 2023, il dépose une proposition de loi relative aux Services Express Régionaux Métropolitains, qui vise à concrétiser l'annonce de Emmanuel Macron sur le déploiement de 10 RER Métropolitains dans 10 Métropoles françaises. Le texte vise à renforcer les transports du quotidien et offrir une alternative à la voiture aux citoyens. Il est promulgué le 28 décembre 2023,.

##### Loi Climat et Résilience
Rapporteur sur le volet transport du projet de loi portant lutte contre le dérèglement climatique et renforcement de la résilience face à ses effets, il émet, avec la ministre Barbara Pompili, un avis défavorable aux amendements visant à renforcer le plafond du malus écologique automobile. Mediapart relève alors qu'il « avait pourtant déposé un amendement plus ambitieux – un seuil de 1 700 kg – en octobre 2020, dans le cadre du projet de loi de finances pour 2021 ».
Conjointement au ministre Jean-Baptiste Djebbari, il s'oppose à tout amendement renforçant l’ambition du texte sur l’aéronautique. Il refuse notamment d'élargir l'interdiction des vols intérieurs en avion s'il existe un trajet alternatif en train au-delà d'une durée de 2h30 (la Convention citoyenne pour le climat ayant proposé une durée de 4 h), ce qui ne devrait supprimer que trois liaisons domestiques (Paris-Lyon, Paris-Bordeaux, Paris-Nantes) : il estime que passer à 3h ou 3h30 aurait « des conséquences assez graves pour le secteur aérien ».
Il dépose un amendement proposant de financer les bicyclettes à forte valeur ajoutée, comme le vélo cargo. Par ailleurs, il compte pousser les copropriétés à s'équiper en stations de recharge pour les voitures hybrides ou électriques de leurs résidents, et imposer une « grille tarifaire » aux acteurs du secteur, « qui profitent parfois d'un monopole de fait pour tirer leurs prix vers le haut », selon La Chaîne parlementaire.

#### Projets de lois de finances

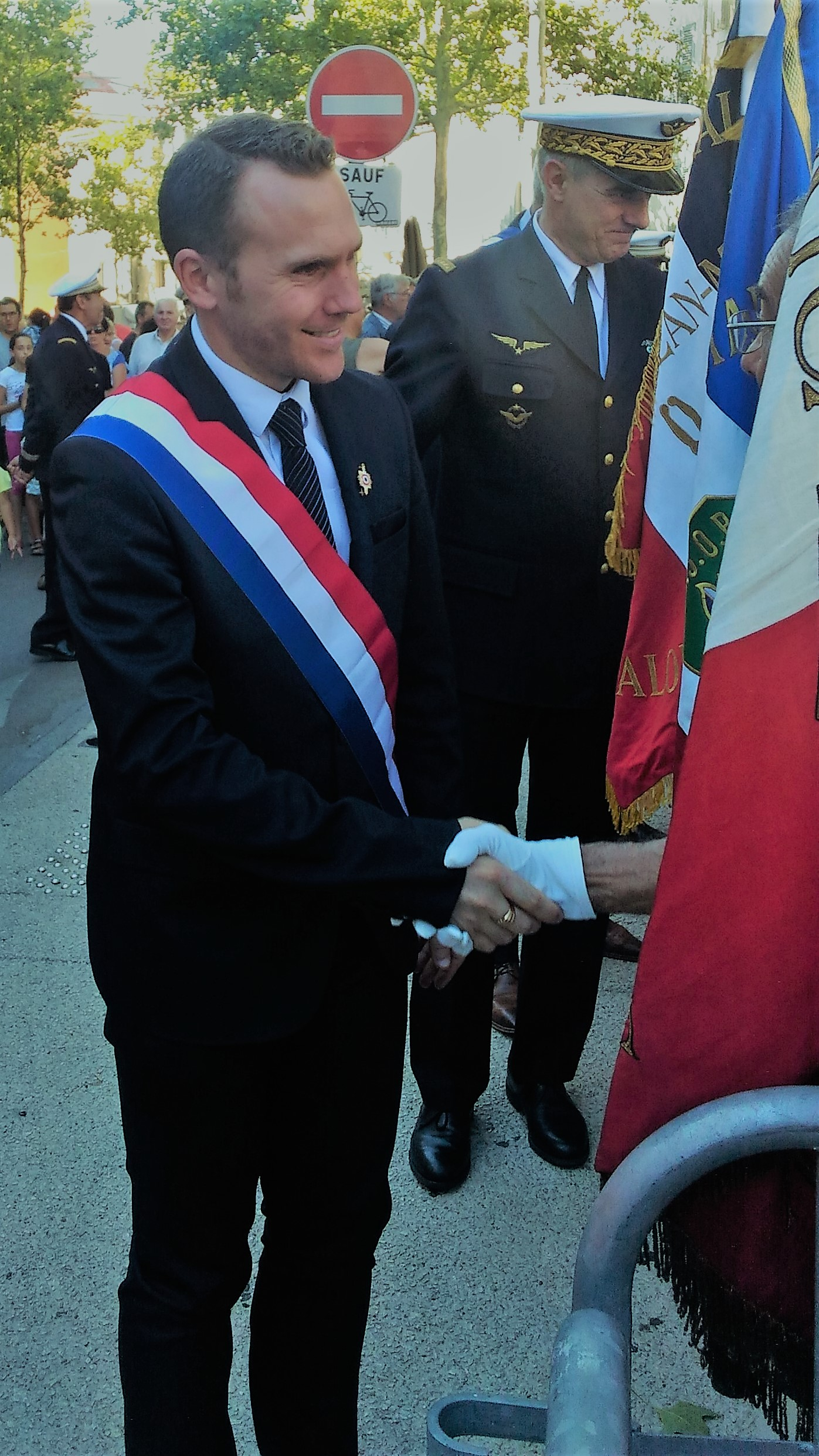
Jean-Marc Zulesi saluant des anciens combattants en 2017.

En 2022, il dépose un amendement au projet de loi de finances pour 2023 pour créer la "Mission Nature". Sur le modèle du Loto du Patrimoine, l'objectif est de permettre à tous les citoyens de financer des projets de protection de la biodiversité proche de chez eux,. Le dispositif est par la suite renouvelé dans le projet de loi de finances pour 2024.

#### Accusations de trucage d'un vote sur le projet de loi sur la gouvernance de la sûreté nucléaire
Le 6 mars 2024, la député La France Insoumise Clémence Guetté diffuse sur ses réseaux sociaux une vidéo portant sur le vote de l'amendement CD10 déposé par l'opposition qui vise à supprimer un article clé au projet de loi nº2197 ,. La vidéo suggère que Jean-Marc Zulesi, président de la commission, aurait truqué le comptage des votes à main levé sur cet amendement lors de l'examen en commission afin qu'il soit rejeté à une voix près. 
À la demande de La France Insoumise, et comme le veut l’article 44 du règlement de l’Assemblée nationale  qui prévoit qu'un vote par scrutin est de droit lorsqu'il est demandé par au moins 10% de la commission, Jean-Marc Zulesi a finalement été contraint de refaire un vote, cette fois-ci nominatif, alors même qu'il avait d'abord refusé catégoriquement de recompter les votes, et après une suspension de séance d'une dizaine de minutes.
À la suite de la suspension et du second vote, cette fois nominatif, l'amendement est finalement adopté par deux voix. Pour certains observateurs, cela démontre que Zulesi a tenté de truquer le comptage des voix lors du premier scrutin. Il s'en défend en expliquant que des députés seraient arrivés dans la commission lors de la suspension de séance, ce qui n'a pas été démontré. Une autre source explique à Checknews que le Rassemblement National aurait fait évoluer sa position entre les deux scrutins, sans que cela ne permette non plus de conclure s'il y a eu un trucage, une erreur de comptage, ou non.

#### Au sein du groupe LREM
En mai 2020, il soutient le lancement du courant « En commun », lancé au sein du groupe LREM par Barbara Pompili, mais n'y adhère pas par la suite.
En octobre 2020, il est nommé coordinateur de LREM pour la commission du développement durable et de l'aménagement du territoire.

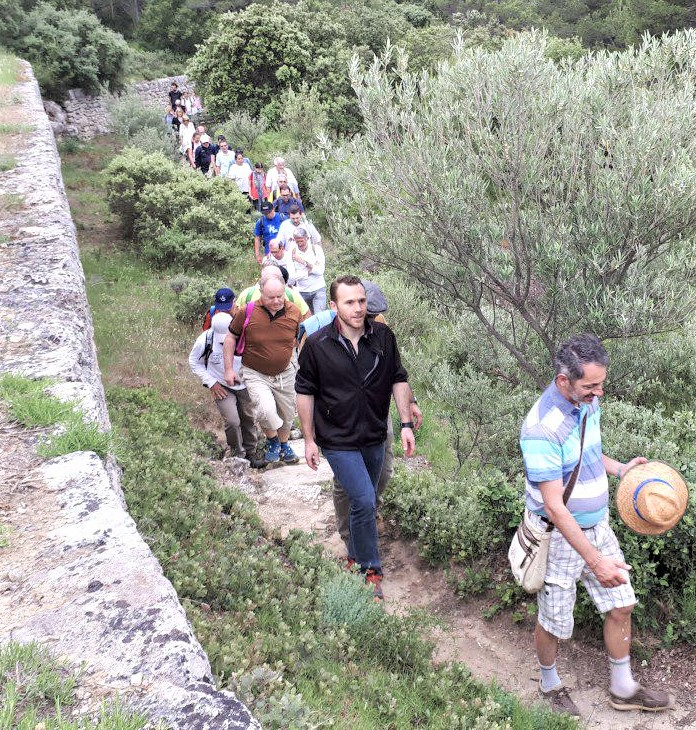
Jean-Marc Zulesi, lors de la première édition de la Montée du Talagard.

#### Gouvernement et élections législatives de 2024
D'après France 3 Régions, Jean-Marc Zulesi est évoqué comme potentiel ministre des Transports en remplacement de Clément Beaune à l'occasion du remaniement de janvier 2024. Le poste est finalement confié à Patrice Vergriete.
Dans le cadre des élections législatives de 2024, Jean-Marc Zulesi est investi candidat à sa succession par Renaissance dans la 8e circonscription des Bouches-du-Rhône. Il est battu au second tour par le candidat du Rassemblement national Romain Tonussi, qui le dépasse de 329 voix.

#### Horizons
Le 28 mars 2025, le média spécialisé Contexte annonce que l'ancien député a rejoint le parti Horizons d'Édouard Philippe, précisant qu'il participera « au développement du parti en vue de l’élection présidentielle en s’impliquant notamment dans les groupes thématiques Environnement et Transport », ajoutant qu'il devrait « fonder le comité local Horizons de Salon-de-Provence. »

### Controverses

#### Dépôt de plainte pour usurpation d’identité
Le 23 avril 2023, lors de la fête de la fraise de Salon-de-Provence, le député est chahuté par une casserolade menée par une quinzaine de militants opposés à la réforme des retraites. À la suite d'un jet de confettis, Jean-Marc Zulesi bénéficie de 15 jours d’ITT. Le 24 avril 2023, le député dépose plainte pour violences contre Alexandre Beddock, auteur du jet de confettis . Le 10 mai 2023, le tribunal d'Aix-en-Provence annonce que la plainte pour violences n’a pas abouti . À la place, une plainte pour usurpation d’identité est instruite. Le militant se serait fait passer pour un journaliste de France Bleu Besançon . Le 21 mai 2024, à l’issue des délibérés, la juge prononce la relaxe d’Alexandre Beddock. Un enregistrement de l’appel téléphonique, sur lequel s’appuyait la plainte, apporte en effet la preuve que la présumée usurpation d’identité n’était pas fondée ,.